# Columbus Park
Columbus Park antiguamente formerly known como Mulberry Bend Park (parque de la curva de Mulberry), Five Points Park y Paradise Park, es un parque público en Chinatown, Manhattan, en Nueva York. Actualmente ocupa el espacio delimitado por las calles Bayard al norte, Baxter al oeste y suroeste, Worth al sur y Mulberry al este.
Durante el siglo XIX, fue el gueto más peligroso de la ciudad tal como se muestra en el libro y película Gangs of New York. En esos tiempo, el lugar que hoy ocupa el parque fue parte del barrio de los Five Points y el área conocida como la Curva de Mulberry (en inglés: Mulberry bend) de dónde provienen sus nombres alternativos. Fue renombrado como Columbus Park (parque Colón) en 1911, en honor a Cristóbal Colón. Actualmente, el parque sirve como un lugar de encuentro para la comunidad china local, donde "el vecindario se reune para jugar mahjong, tocar música tradicional china ... (y) practicar tai chi temprano en las mañanas."
En 2019, una estatua de Dr. Sun Yat-sen esculpida por Lu Chun-Hsiung y Michael Kang fue instalada en la parte norte del parque. Esa sección fue renombrado en honor del fundador de la primera República de China, que vivió en el barrio chino de Manhattan por un tiempo.